# Bent Sørensen (fysiker)
 For alternative betydninger, se Bent Sørensen. (Se også artikler, som begynder med Bent Sørensen)
Bent Erik Sørensen (født 13. oktober 1941) er en dansk fysiker, der hovedsagelig er kendt for sin forskning indenfor vedvarende energi. Han er professor emeritus på Institut for Mennesker og Teknologi på Roskilde Universitet, og formand for Novator Advanced Technology Consulting.

## Karriere
Sørensen blev master i fysik og matematik i 1965, og han fik en ph.d. i 1974 på Niels Bohr Instituttet på Københavns Universitet, hvor han arbejdede frem til 1980. Herefter blev han ansat som professor på Roskilde Universitets Center. Han har været gæsteforelæser i Japan, Frankrig, USA og Australien, og han har deltaget i adskillige internationale konferencer.
Han modtog Australian Government Award for Eminent European Scientists i 1982 og European Solar Prize i 2002. I 1989 blev han gjort til ridder af Dannebrog.

## Publikationer
Sørensen har udgivet over 500 videnskabelige artikler og rapporter, og han har skrevet flere bøger inklusive:
- Johannes Jensen; Bent Sørensen (1984). Fundamentals of energy storage. Wiley. ISBN 978-0-471-08604-8.
- Bent Sørensen; Paul Breeze (29. december 2008). Renewable Energy Focus Handbook. Academic Press. ISBN 978-0-12-374705-1.
- Bent Sørensen (7. november 2007). Renewable Energy Conversion, Transmission, and Storage. Academic Press. ISBN 978-0-12-374262-9.[2]
- Bent Sørensen (19. november 2010). Renewable Energy: Physics, Engineering, Environmental Impacts, Economics & Planning. Academic Press. ISBN 978-0-12-375025-9.
- Bent Sorensen (6. juni 2011). Life-Cycle Analysis of Energy Systems: From Methodology to Applications. Royal Society of Chemistry. ISBN 978-1-84973-145-4.
- Bent Sorensen (Sorensen) (15. november 2011). Hydrogen and Fuel Cells: Emerging Technologies and Applications. Academic Press. ISBN 978-0-12-396503-5.[3]
- Bent Sørensen (2011). Renewable Energy: Renewable energy technologies II. Earthscan. ISBN 978-1-84407-867-7.
- Bent Sorensen (17. januar 2012). A History of Energy: Northern Europe from the Stone Age to the Present Day. Taylor & Francis. ISBN 978-1-84971-384-9.